# Cerro Porteño
Club Cerro Porteño je paraguayský fotbalový klub z města Asunción.
Hraje na stadionu General Pablo Rojas Stadium, známém taky jako La Nueva Olla. Je to největší stadion v Paraguayi. Barvami jsou červená a modrá.

## Historie
Klub byl založen v roce 1912.

## Úspěchy
- Primera División (32): 1913, 1915, 1918, 1919, 1935, 1939, 1940, 1941, 1944, 1950, 1954, 1961, 1963, 1966, 1970, 1972, 1973, 1974, 1977, 1987, 1990, 1992, 1994, 1996, 2001, 2004, 2005, 2009 Apertura, 2012 Apertura, 2013 Clausura, 2015 Apertura, 2017 Clausura
- Torneo República (3): 1989, 1991, 1995